# Igazságügyi Minisztérium
Az Igazságügyi Minisztérium Magyarország egyik minisztériuma. Az idők során a minisztérium elnevezése többször változott.

## Története
Az 1848–49-es forradalom és szabadságharc alatt jött létre. Első minisztere Deák Ferenc volt. Jelenlegi minisztere 2023. augusztus 1-je óta Tuzson Bence. (Elődje 2019 és 2023 között Varga Judit volt.) 

## Székháza
Székháza Budapest V. kerületében, a Nádor utca 22 sz. alatt található. Az épületet Zofahl Lőrinc tervezte 1846-1847-ben. 1851-ben, Feszl, Gerster és Frey tervei szerint, Oswald Antal és József részére átépítették és két emeletet húztak rá. Frohner, majd Continental Szállóvá alakították át, később banképület lett. Az első emeleti különteremben Jókai Mór, később Herczeg Ferenc elnökletével a Petőfi Társaság tartotta közgyűlési bankettjeit. Ady Endre és Léda több alkalommal is itt találkozott. A Continental szálló kávéházában alapították 1908-ban a Nyugat című folyóiratot Ignotusék, amivel új korszakot nyitottak irodalmunkban.